# Биндер, Курт
Курт Биндер (нем. Kurt Binder; 10 февраля 1944, Корнойбург, Корнойбург — 27 сентября 2022) — австрийский физик-теоретик, работающий в Германии. Внёс значительный вклад в физику конденсированного состояния, статистическую физику — развив как аналитическую теорию, так и компьютерное моделирование.

## Биография
Родился в Корнойбурге на территории современной Австрии, в то время входившей в состав Германии, в семье инженера Эдуарда Биндера и Анны Биндер (урождённой Эппель). Посещал школу в Вене (1950-1962).
С 1962 по 1967 годы изучал физику в Венском техническом университете. Два года работал над докторской диссертацией под руководством Гельмута Рауха в Австрийском институте атома. Диссертация была посвящена вычислению спиновых корреляционных функций в ферромагнетиках.
После защиты несколько месяцев работал с Густавом Ортнером (Gustav Ortner (1900–1984), австрийский физик, получивший в 1967 году премию Эрвина Шрёдингера), а в конце 1969 года устроился в Мюнхенский технический университет, где занимался исследованиями с Х. Майер-Лейбницем и Гербертом Вонахом до 1973 года, не считая работы в Исследовательской лаборатории IBM в Цюрихе. В 1974 году выступал в роли научного консультанта Лабораторий Белла.
В 1973 году получил степень хабилитированного доктора Мюнхенского технического университета.
В 1974-77 — профессор теоретической физики в Саарском университете. Затем возглавил институт в Центре ядерных исследований Юлиха (ныне Исследовательский центр Юлиха), занимая также позицию профессора теоретической физике в Кёльнском университете.
С 1983 года возглавляет кафедру в Майнцском университете. В 1988 году отклонил предложение возглавить Институт исследований полимеров Общества Макса Планка.
Женат на Марлис Эккер с 1977 года, отец двух сыновей (1978 и 1981 годы рождения).

## Труды
Среди многочисленного вклада Курта Биндера в физику можно особо отметить его работы по физике полимеров и спиновым стёклам. Последние десятилетия исследования Биндера часто основаны на методе Монте-Карло.

## Некоторые публикации
- K. Binder, A. P. Young[нем.], Spin glasses: Experimental facts, theoretical concepts, and open questions, Rev. Mod. Phys. 58, 1986, pp. 801–976
- K. Binder, D. W. Heermann[нем.], Monte Carlo Simulation in Statistical Physics: An Introduction, 1979, 1988, 1992, 1997, 2002, 2010
- K. Binder, Monte Carlo and molecular dynamics simulations in polymer science, Oxford University Press US, 1995
- K. Binder, W. Kob, Glassy materials and disordered solids: an introduction to their statistical mechanics, World Scientific, 2005

## Награды
- Медаль Каролины и Гуидо Крафтов Венского технического университета, 1969
- Медаль имени Макса Планка
- Премия Берни Олдера CECAM Европейского физического общества, 2001
- Премия Штаудингера-Дуррера ETH Цюриха, 2003
- Медаль Больцмана, 2007[5]
- Почётный доктор, Университет Марии Кюри-Склодовской в Люблине, 2007
- и другие награды